# 天主教拉斯維加斯教區
天主教拉斯維加斯教區（拉丁語：Diocesis Campenis）是美國一個羅馬天主教教區，屬舊金山總教區。1995年3月21日自里諾-拉斯維加斯教區分出，升為教區。
範圍包括內華達州東南部，教座位於最大城市拉斯維加斯。2004年有教友544,519人（佔轄區人口33%）、四十八個堂區、八十八名司鐸。現任教區主教為喬治·良·湯瑪士。